# Дневник Черепахи
«Дневник Черепахи» (англ. Turtle Diary) — художественный фильм 1985 года режиссёра Джона Ирвина. В главных ролях — Гленда Джексон и Бен Кингсли.

## Сюжет
Два одиноких жителя Лондона — детская писательница Ниэра Дункан и помощник в книжном магазине Уильям Сноу — знакомятся при посещении морских черепах в лондонском зоопарке. Они придумывают план вывоза черепах при помощи работника зоопарка с целью возвращения в естественную среду обитания.

## В ролях
- Гленда Джексон — Ниэра Дункан
- Бен Кингсли — Уильям Сноу
- Майкл Гэмбон — Джордж Фэйрберн
- Йерун Краббе — мистер Сэндор
- Гарриет Уолтер — Гарриет Симмс
- Найджел Хоторн — публикатор книги